# NGC 5132
NGC 5132 este o galaxie lenticulară situată în constelația Fecioara. A fost descoperită în 8 aprilie 1866 de către Heinrich Louis d'Arrest.